# Epimedium pauciflorum
Epimedium pauciflorum är en berberisväxtart som beskrevs av K.C. Yen. Epimedium pauciflorum ingår i släktet sockblommor, och familjen berberisväxter. Inga underarter finns listade i Catalogue of Life.